# برونو نتل
برونو نتل (انگلیسی: Bruno Nettl؛ متولد ۱۴ مارس ۱۹۳۰ در پراگ – درگذشتهٔ ۱۵ ژانویهٔ ۲۰۲۰ در شمپین، ایلینوی) موسیقی‌شناسی قومی اهل چکسلواکی بود. او در سال ۱۹۳۹ میلادی به آمریکا مهاجرت کرد و در دانشگاه‌های ایندیانا و میشیگان و سپس در دانشگاه ایلینوی به تحصیل پرداخت و پس از آن به عنوان استاد موسیقی‌شناس قومی در دانشگاه ایلینوی به تدریس پرداخت.
نتل مطالعات گسترده‌ای در خصوص موسیقی ایرانی انجام داده‌است. او طی حدود دو سال اقامت در ایران قسمت‌هایی از موسیقی ردیف را نزد نورعلی برومند با ساز تار فراگرفت. او مقالات متعددی دربارهٔ موسیقی ایرانی ارائه داد و برخی کتاب‌های او نیز به فارسی ترجمه شده‌اند.